# Émile Barazer de Lannurien
Pour les articles homonymes, voir Barazer de Lannurien.
Émile Barazer de Lannurien, né le 2 juin 1876 à Nantes et mort le 8 mars 1954 à Paris, est un général français.

## Biographie
Il est inhumé au cimetière de Kermenguy de Roscoff (Finistère).

## Distinctions
- Grand officier de la Légion d'honneur (1937)
- Croix de guerre 1914–1918, étoile d'argent